# 31719 Davidyue
31719 Davidyue este un asteroid din centura principală de asteroizi.

## Descriere
31719 Davidyue este un asteroid din centura principală de asteroizi. A fost descoperit pe 10 mai 1999 la Socorro, New Mexico, în cadrul proiectului LINEAR. Asteroidul prezintă o orbită caracterizată de o semiaxă mare de 2,67 ua, o excentricitate de 0,15 și o înclinație de 2,4° în raport cu ecliptica.